# 篠原かをり
篠原 かをり（しのはら かをり、1995年2月20日 - ）は、日本の動物作家、昆虫研究家（専門：昆虫産業）、タレント。所属事務所はスペースクラフト。夫はYouTuber・クイズプレイヤーの河村拓哉。実家はドリアン農家を営んでいる。

## 来歴
神奈川県横浜市出身。横浜雙葉小学校、横浜雙葉中学校・高等学校卒業。慶應義塾大学環境情報学部卒業。慶應義塾大学大学院政策・メディア研究科修士課程（先端生命科学プログラム）修了。日本大学大学院芸術学研究科博士後期課程在籍中。
2015年に『恋する昆虫図鑑』で第10回出版甲子園グランプリを受賞し、同年10月に文藝春秋から『恋する昆虫図鑑 ムシとヒトの恋愛戦略』を出版した。
2022年7月9日に「QuizKnock」所属の河村拓哉と前日の8日に結婚したことを双方のTwitterで発表した。2024年2月14日には第1子を妊娠したことを発表し、6月19日に第1子を出産したことを報告した。

## 出演

### テレビ番組
- しみけんの脳ミソつるつる野郎（テレビ埼玉、2015年4月4日 - 8月1日） - 準レギュラー[12]
- 日立 世界・ふしぎ発見!（TBSテレビ、2019年4月20日[13]、2019年6月1日[14]、2019年9月14日[15]、2020年4月18日[16]、2020年6月6日[17]、2020年7月11日[18]、2020年8月29日[19]、2020年11月7日[20]、2021年8月7日[21]、2021年10月30日[22]、2022年1月22日[23]） - ミステリーハンターとして
- 篠原かをりのいきいきプラネット（ニッポン放送、2018年4月 - ）[24]
- 魂のタキ火（NHK BSプレミアム、2020年10月13日）[25]
- 嗚呼!!みんなの動物園 (日本テレビ、2022年4月16日 - ） - 動物調査員[26]
- クイズ!あなたは小学5年生より賢いの?（日本テレビ、2023年6月16日）[27]
- クイズプレゼンバラエティー Qさま!!（テレビ朝日、2023年8月7日[28]、12月18日[29]）
- 正解の無いクイズ（テレビ東京）

### イベント
- 岡山市環境保全啓発イベント（2023年11月5日、イオンモール岡山）[30]

## 文筆

### 連載
- 篠原かをり不思議ワールド（フジテレビュー!!、2023年1月26日 - 9月7日）[31]
- 卒業式、走って帰った（NHK出版 本がひらく、2023年12月13日 - ）[32][33]

### 単著
- 篠原かをり『恋する昆虫図鑑 ムシとヒトの恋愛戦略』文藝春秋、2015年10月28日。ISBN 978-4-16-390354-5。
- 篠原かをり『フムフム、がってん!いきものビックリ仰天クイズ』文藝春秋、2018年7月13日。ISBN 978-4-16-390869-4。
- 篠原かをり『ネズミのおしえ ネズミを学ぶと人間がわかる!』徳間書店、2020年4月25日。ISBN 978-4-19-865060-5。
- 篠原かをり『いきものミステリークイズ よし、わかった!』文藝春秋、2022年1月27日。ISBN 978-4-16-391495-4。

### 共著
- 麻生羽呂、篠原かをり『LIFE 人間が知らない生き方』文響社、2016年11月24日。ISBN 978-4-905073-62-8。
- 麻生羽呂、篠原かをり『サバイブ 強くなければ、生き残れない』ダイヤモンド社、2017年11月10日。ISBN 978-4-478-10281-7。
- 河村拓哉、篠原かをり『雑学×雑談 勝負クイズ100』文藝春秋、2023年7月7日。ISBN 978-4-16-391723-8。

### その他
- 『昆虫最強王図鑑 No.1決定トーナメント!! 生物最終兵器は−誰だ!? トーナメント形式のバトル図鑑』篠原かをり（監修）、児玉智則（イラスト）、学研プラス、2018年7月24日。ISBN 978-4-05-204862-3。
- 『篠原かをりの「史上最強はコイツだ!昆虫・爬虫類・哺乳類異種格闘技バトル図鑑」』篠原かをり（監修）、宝島社、2020年7月4日。ISBN 978-4-299-00586-1。